# Georg Linden
Georg Linden (geboren am 17. November 1911) war ein deutscher Kaufmann und Politiker (CDU). Er war von 1954 bis 1969 nebenamtlicher Landrat des Kreises Schleiden.

## Leben
Der Urfter Kaufmann und Brennstoffhändler Georg Linden übernahm in der Nachfolge von Karl-Theodor Molinari während vier Amtsperioden die ehrenamtliche Stellung des Landrates des Kreises Schleiden. Erstmals am 23. November 1954 durch den Kreistag gewählt, trat er im Oktober 1956 seine zweite, im März 1961 die dritte und im September 1964 die letzte, bis zum 26. November 1969 währende vierte Amtsperiode an.
Linden gehörte während seiner Tätigkeit zahlreichen Gremien des Landkreistages Nordrhein-Westfalen an:
- 1955–1964: Wasserausschuss
- 1957–1961: Finanzausschuss, bis 1960 als stellvertretendes Mitglied
- 1957–1961: Kultur- und Schulausschuss, stellvertretendes Mitglied
- 1961–1969: Sozialausschuss, ab 1964 als stellvertretendes Mitglied
- 1961–1964: Verfassungsausschuss, stellvertretendes Mitglied
- 1964–1969: Gesundheitsausschuss, stellvertretendes Mitglied
- 1964–1969: Wirtschafts- und Verkehrsausschuss

Ferner war er Mitglied der Landschaftsversammlung des Landschaftsverbandes Rheinland.
Um 1956/1957 kursierten in der Öffentlichkeit Pläne zur Errichtung eines Atommeilers im Umfeld von Tondorf. Der damalige Oberkreisdirektor Felix Gerhardus und Landrat Linden befürworteten entsprechende Vorhaben, die jedoch keine Realisierung erfuhren.
Am 21. Oktober 1971 musste sich Linden vor dem erweiterten Schöffengericht des Amtsgerichts Gemünd verantworten. Anlass war der Verdacht der uneidlichen Falschaussage in Verbindung mit dem Disziplinarverfahren gegen den seit 1965 suspendierten Oberkreisdirektor Matthias Birkenheier. Der als Zeuge auftretende Untersuchungsführer des Disziplinarverfahrens, Regierungsvizepräsident Hanns Winter von der Regierung in Detmold konstatierte, das eine „gescheite Zusammenarbeit“ zwischen dem Kreistag und dem Oberkreisdirektor nicht mehr gegeben war. Werner Rosen, zuvor Beamter auf der Schleidener Kreisverwaltung und seit 1963 Amtsdirektor in Hellenthal, beschrieb den Zeitraum vor der Suspendierung Birkenheiers „als die schlimmste Zeit in seiner über 30-jährigen Verwaltungspraxis“.
Von 1973 bis 1979 war Georg Linden der erste Vorsitzende des 1973 gegründeten „Kreis  der  Freunde  und  Förderer  des  Klosters  Steinfeld“.
Am 8. Mai 1973 wurde Georg Linden das Bundesverdienstkreuz I. Klasse verliehen, eine weitere Auszeichnung war der Ehrenring des Kreises Schleiden. Linden war verheiratet und hatte zwei Kinder.